# Пинес, Шломо
Шло́мо Пине́с (ивр. שלמה פינס‎, 5 августа 1908 – 9 января 1990) — французский и израильский исследователь еврейской и исламской философии. Получил известность за английский перевод "Путеводителя растерянных" Маймонида.

## Биография
Родился в Париже. Провёл детство в Париже, Риге, Архангельске, Лондоне и Берлине. Его отец Мейер Яковлевич Пинес был литературоведом и предпринимателем, написавшим диссертацию (Сорбонна), посвящённую истории литературы на идише.
Между 1926 и 1934 гг. изучал философию, семитские языки и лингвистику в Гейдельбергском университете, Женевском университете и Берлинском университете имени Гумбольдта. В числе его друзей были арабист Пауль Краус и Лео Штраус. Последний стал автором вводной статьи к классическому переводу Путеводителя колеблющихся, сделанному Пинесом.
В 1937–1939 гг. изучал историю науки исламских стран в парижском Институте истории науки.
В 1940 г. вместе с семьей отправился в Палестину на последнем корабле, отплывавшем из Марселя, вскоре после чего началась оккупация Франции нацистами (во время которой 25% евреев было выслано и убито).
С первых лет Государства Израиль Пинес работал профессором на факультете еврейской философии и на факультете философии в Еврейском университете Иерусалима — с 1952 г. до своей смерти в 1990 г.
Знание современных и древних языков (арабского, сирийского, иврита, фарси, санскрита, турецкого, коптского и других) обеспечили широкий горизонт его исследований.

## Награды
- В 1968 г. Пинес удостоен Государственной премии Израиля в области гуманитарных наук[3].
- В 1975 г. удостоен Ротшильдовской премии.
- В 1985 г. удостоен (совместно с другими номинантами) Литературной премии Бялика за достижения в области еврейской философии[4].

## Основные публикации
- Contributions to the Islamic Theory of Atoms (1936)
- The Development of the Notion of Freedom (1984)
- The Guide of the Perplexed I, II  (1963)
- Between the Thought of Israel and the Thought of the Nations
- The Jewish Christians of the Early Centuries of Christianity According to a New Source (1966)
- Summary of Arabic Philosophy, in the Cambridge History of Islam (1970)

На русском:
- Иудаизм, христианство, ислам. Парадигмы взаимовлияния. - М.-Иерусалим: Мосты культуры / Гешарим, 2009. - 368 с.